# 캐스트롤

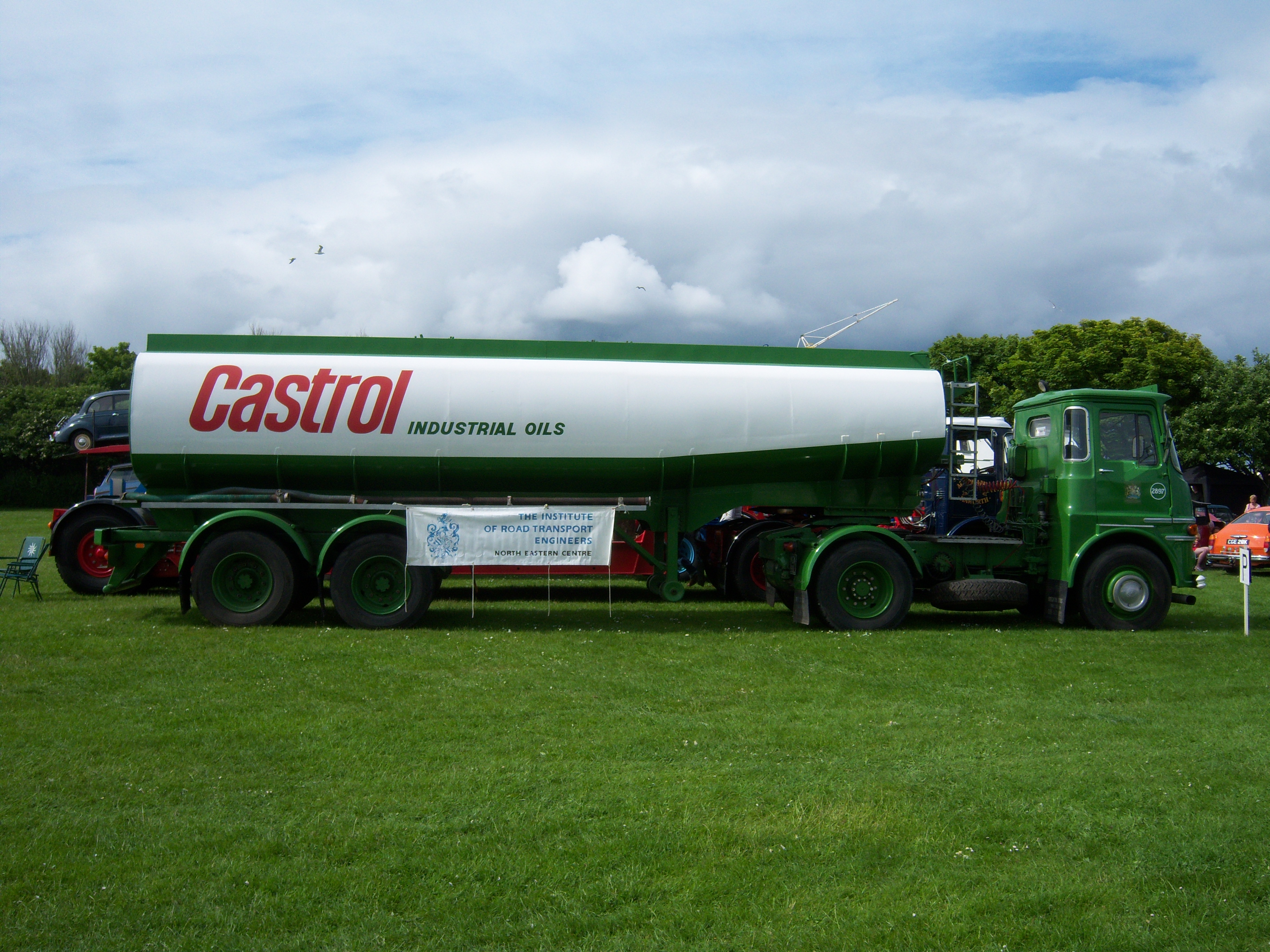
캐스트롤의 유류 운반 차량

캐스트롤(Castrol)은 영국 버크셔주에 본사가 있는 세계적인 윤활유 전문 회사이다. 1899년에 웨이크필드 오일로 처음 설립하였으며, 현재는 BP 산하에 있다.